# ATOC
Rail Delivery Group este un organism care reprezintă 23 de operatori de transporturi feroviare de călători din Regatul Unit, în sistemul de feroviar privatizat. Deține drepturile de proprietate pentru brandul National Rail. 
Este o asociație nonprofit, aflată în proprietatea membrilor săi, care a fost înființată de operatorii de trenuri în timpul procesului de privatizare în baza Legii Căilor Ferate (Railways Act) din 1993.
Între serviciile prestate de RDG se numără și National Rail Enquiries un site dedicat informațiilor pentru călători, managementul tichetelor de călătorie cu reducere și autorizarea agenților de călătorie pe căile ferate.